# 叔戊酰氯
叔戊酰氯或2,2-二甲基丙酰氯是一种有机化合物，化学式为C5H9ClO。它最初由亚历山大·布特列洛夫于1874年通过叔戊酸和五氯化磷反应得到。它和苯胺反应，可以得到N-叔戊酰基苯胺。